# Jiri Prskavec
Jiri Prskavec   (Melnik, República Txeca, 18 de maig de 1993) és un piragüista txec que competeix en la modalitat d'eslàlom. Ha participat en 2 Olimpíades, guanyant la medalla d'or als Jocs Olímpics de Tòquio 2020 i la medalla de bronze als Jocs Olímpics de Rio 2016, totes dues en la modalitat de caiac. A més ha guanyat 5 medalles (2 d'or) als Campionats del Món de Piragüisme d'eslàlom i 9 medalles (6 d'or) en els Campionats d'Europa.

## Trajectòria professional
| Jocs Olímpics      | Jocs Olímpics     | Jocs Olímpics | Jocs Olímpics |
| Any                | Seu               | Posició       | Categoria     |
| ------------------ | ----------------- | ------------- | ------------- |
| 2016               | Rio de Janeiro    | 3             | K-1 Eslàlom   |
| 2020               | Tòquio            | 1             | K-1 Eslàlom   |
| Campionat del Món  |                   |               |               |
| 2011               | Bratislava        | 10a posició   | K-1 Eslàlom   |
| 2013               | Praga             | 2             | K-1 Eslàlom   |
| 2014               | Mayiland          | 18a posició   | K-1 Eslàlom   |
| 2015               | Londres           | 1             | K-1 Eslàlom   |
| 2017               | Pau               | 19a posició   | K-1 Eslàlom   |
| 2018               | Rio de Janeiro    | 2             | K-1 Eslàlom   |
| 2019               | La Seu d'Urgell   | 1             | K-1 Eslàlom   |
| 2021               | Bratislava        | 11a posició   | K-1 Eslàlom   |
| 2022               | Augsburg          | 5a posició    | K-1 Eslàlom   |
| 2023               | Londres           | 31a posició   | C-1 Eslàlom   |
| 2023               | Londres           | 2             | K-1 Eslàlom   |
| Campionat d'Europa |                   |               |               |
| 2011               | La Seu d'Urgell   | 3             | K-1 Eslàlom   |
| 2013               | Cracòvia          | 1             | K-1 Eslàlom   |
| 2014               | Viena             | 1             | K-1 Eslàlom   |
| 2015               | Markkleeberg      | 6a posició    | K-1 Eslàlom   |
| 2016               | Liptovski Mikulas | 1             | K-1 Eslàlom   |
| 2017               | Ljubljana         | 3             | K-1 Eslàlom   |
| 2018               | Praga             | 3             | K-1 Eslàlom   |
| 2019               | Pau               | 8a posició    | K-1 Eslàlom   |
| 2020               | Praga             | 1             | K-1 Eslàlom   |
| 2021               | Ivrea             | 7a posició    | K-1 Eslàlom   |
| 2022               | Liptovski Mikulas | 1             | K-1 Eslàlom   |
| 2023               | Cracòvia          | 1             | K-1 Eslàlom   |
| 2023               | Cracòvia          | 4a posició    | C-1 Eslàlom   |